# Heogan

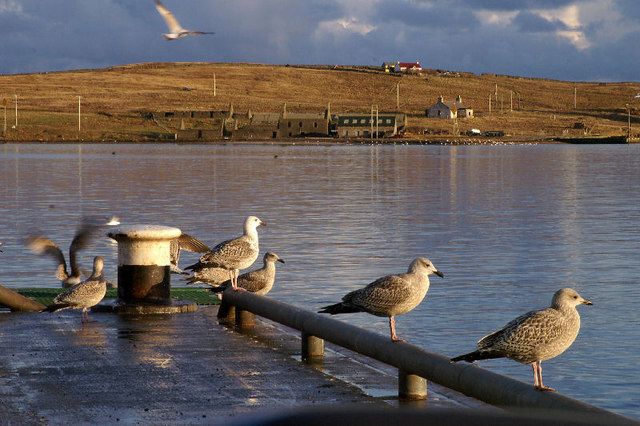
Blick von Lerwick nach Heogan

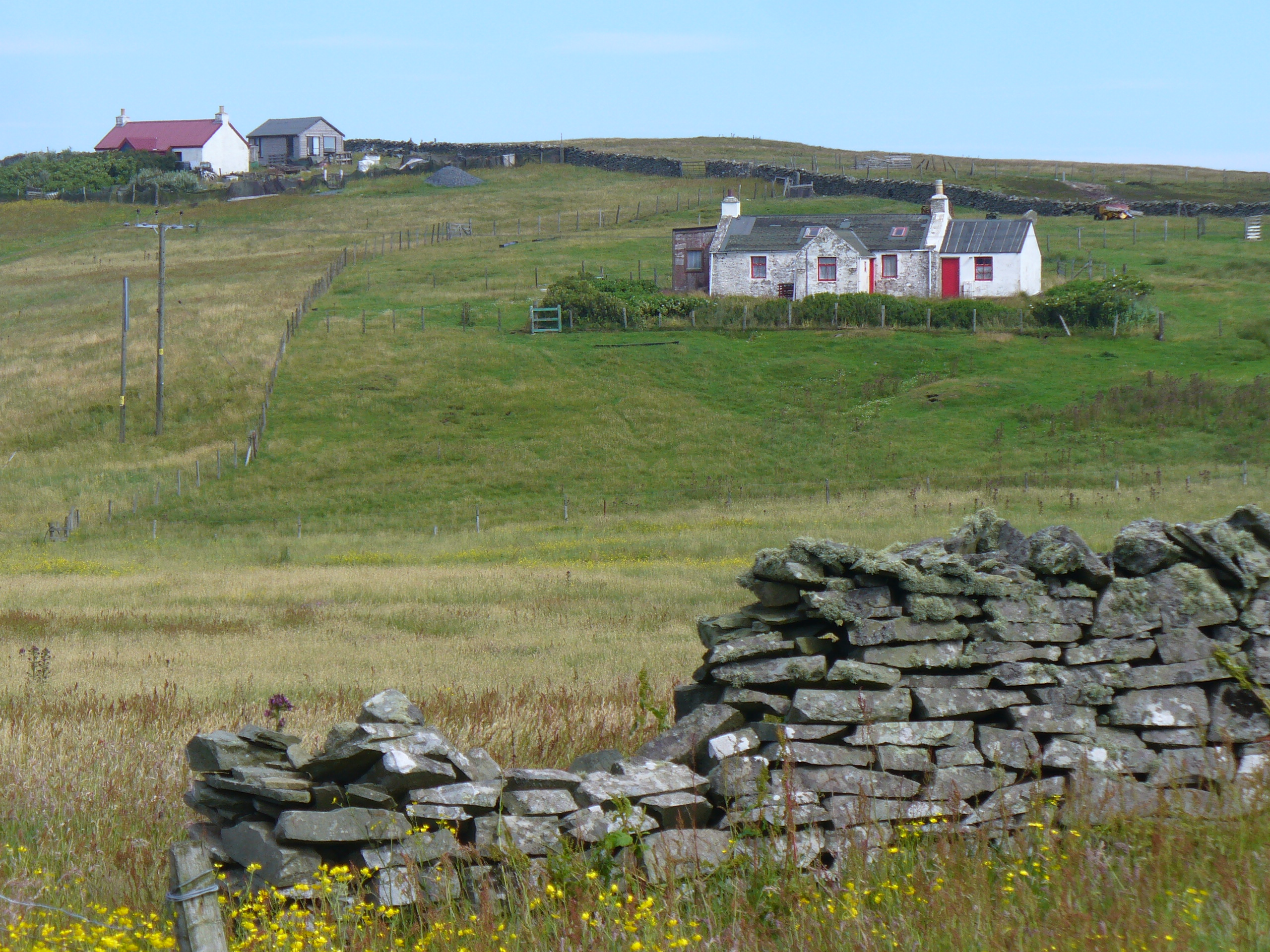
Häuser in Heogan

Heogan ist eine Ortschaft, die im Südosten der zu Schottland zählenden Shetlands liegt.

## Geographie
Heogan ist eine Siedlung von Croftern, die am westlichen Ufer der Insel Bressay an der Meerenge Bressay Sound liegt. Ortschaften in der Nähe sind Beosetter im Nordosten und Maryfield im Südosten. Auf der gegenüberliegenden Seite der Meerenge kommt Gremista, ein Vorort von Lerwick hinzu.

## Historisches
Im Rahmen der historischen Gliederung Schottlands in Civil Parishes zählt Heogan zu Bressay. Ausgehend von einem Hafen für Fischer, der im späten 19. Jahrhundert entstanden war, entwickelte sich hier in den 1930er Jahren eine Fabrik für Guano und Fischöl. Heute ist es bedeutendes Unternehmen zur Produktion von Fischmehl.
Der alte Fischereibetrieb des Ortes ist 1997 als Listed Building der Kategorie B eingestuft worden.